# Municipio de Clifty
El municipio de Clifty (en inglés: Clifty Township) es un municipio ubicado en el condado de Bartholomew en el estado estadounidense de Indiana. En el año 2010 tenía una población de 1004 habitantes y una densidad poblacional de 16,96 personas por km².

## Geografía
El municipio de Clifty se encuentra ubicado en las coordenadas 39°13′33″N 85°43′58″O / 39.22583, -85.73278. Según la Oficina del Censo de los Estados Unidos, el municipio tiene una superficie total de 59.19 km², de la cual 59,17 km² corresponden a tierra firme y (0,03 %) 0,02 km² es agua.

## Demografía
Según el censo de 2010, había 1004 personas residiendo en el municipio de Clifty. La densidad de población era de 16,96 hab./km². De los 1004 habitantes, el municipio de Clifty estaba compuesto por el 96,02 % blancos, el 0,6 % eran afroamericanos, el 0,1 % eran amerindios, el 0,9 % eran asiáticos, el 1,59 % eran de otras razas y el 0,8 % eran de una mezcla de razas. Del total de la población el 1,39 % eran hispanos o latinos de cualquier raza.